# Aldo et Junior
Pour plus de détails, voir Fiche technique et Distribution.
Aldo et Junior est un film comique français réalisé par Patrick Schulmann, sorti en 1984. Il s'agit d'une adaptation de Junior, bande dessinée de Georges Wolinski sortie en album l'année précédente.

## Synopsis
Un père (Aldo Maccione) et un fils (Riton Liebman) qui n'ont pas du tout la même notion de la famille  s'affrontent au sein de celle-ci. Une jeune femme, Méredith (Sylvie Nordheim), décide de s'installer chez le père et va venir bouleverser un peu la famille.

## Fiche technique
- Titre : Aldo et Junior
- Réalisation et scénario : Patrick Schulmann
- Coscénariste : Georges Wolinski
- Photographie : Robert Alazraki
- Musique : Patrick Schulmann
- Montage : Aline Asséo
- Décors : Raoul Albert
- Société(s) de distribution : Acteurs Auteurs Associés
- Format :  Couleur - 1,85:1 - 35 mm - son  Dolby
- Genre : comédie
- Durée : 105 minutes
- Pays de production : France
- Date de sortie : France : 11 avril 1984

## Distribution
- Aldo Maccione : Senior
- Andréa Ferréol : Fernande
- Riton Liebman : Junior (adulte)
- Luis Rego : Paul
- Sylvie Nordheim : Méredith
- Christian Baltauss : Philippe
- Piotr Stanislas : Bob
- Emmanuelle Djakaranda : Blondie
- Dominique Dumont : institutrice
- Olivia Dutron : Anita
- Nico il Grande : Thorok
- Muriel Hermine : Carole
- Charlotte Julian : Bo
- Thomas Capelli : Junior (enfant)
- Ysabelle Lacamp : restauratrice bédéphile
- Catherine Lachens : la dermatologue
- Sarah Mesguich : Ninette
- André Nader : Max
- Pascale Roberts : la tenancière
- Pierre Schœndœrffer : membre du CA
- Tchee : Jérôme
- Corinne Tell : Catherine
- Georges Wolinski : membre du CA
- Chantal Neuwirth : Malvira
- Éric Legrand

## Autour du film
- Le film a fait 1 406 468 entrées en France [1]